# Lipocarpha microcephala
Lipocarpha microcephala är en halvgräsart som först beskrevs av Robert Brown, och fick sitt nu gällande namn av Carl Sigismund Kunth. Lipocarpha microcephala ingår i släktet Lipocarpha och familjen halvgräs. Inga underarter finns listade i Catalogue of Life.

## Bildgalleri

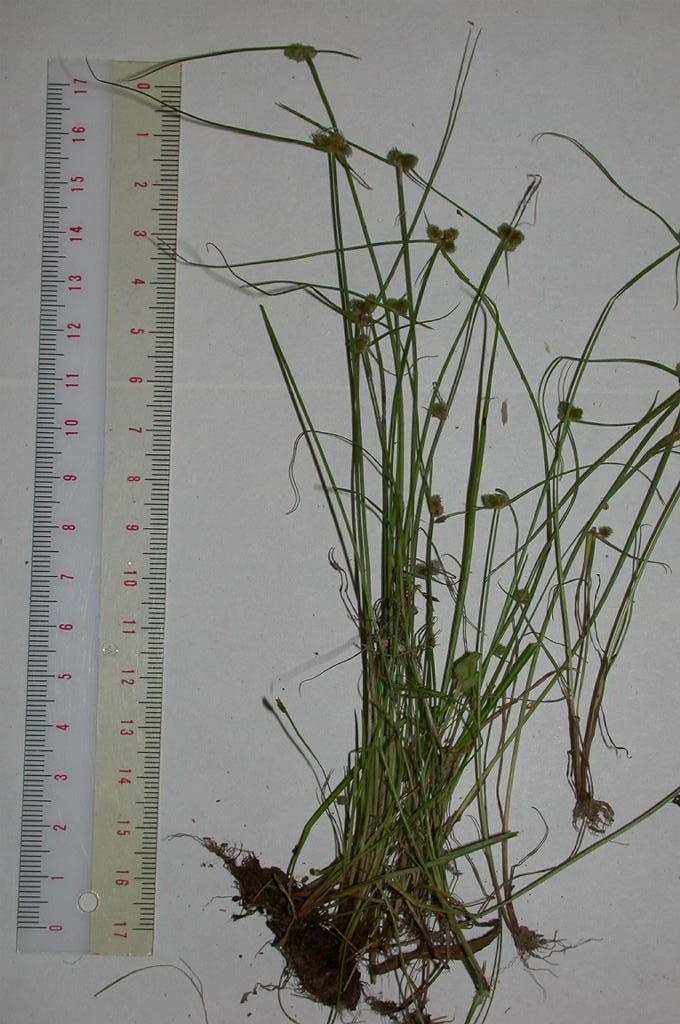
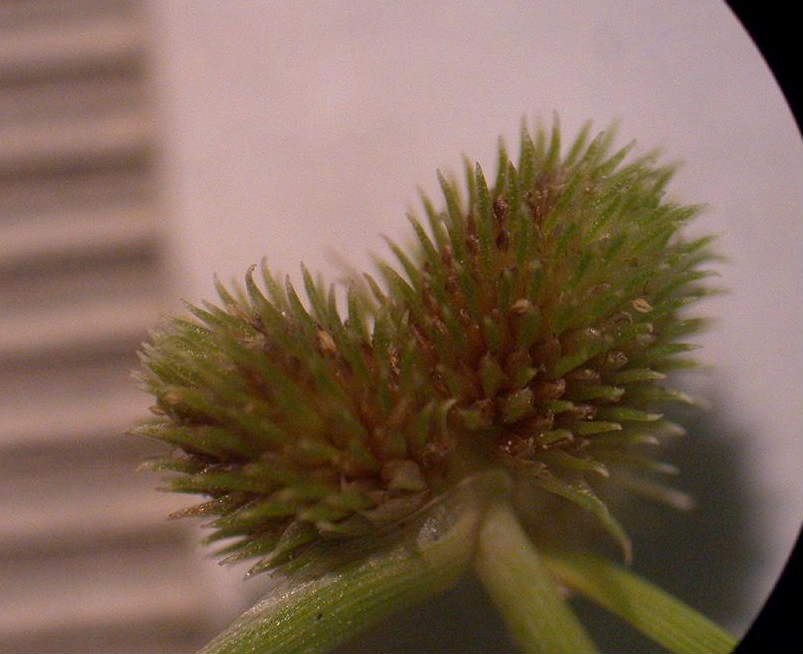
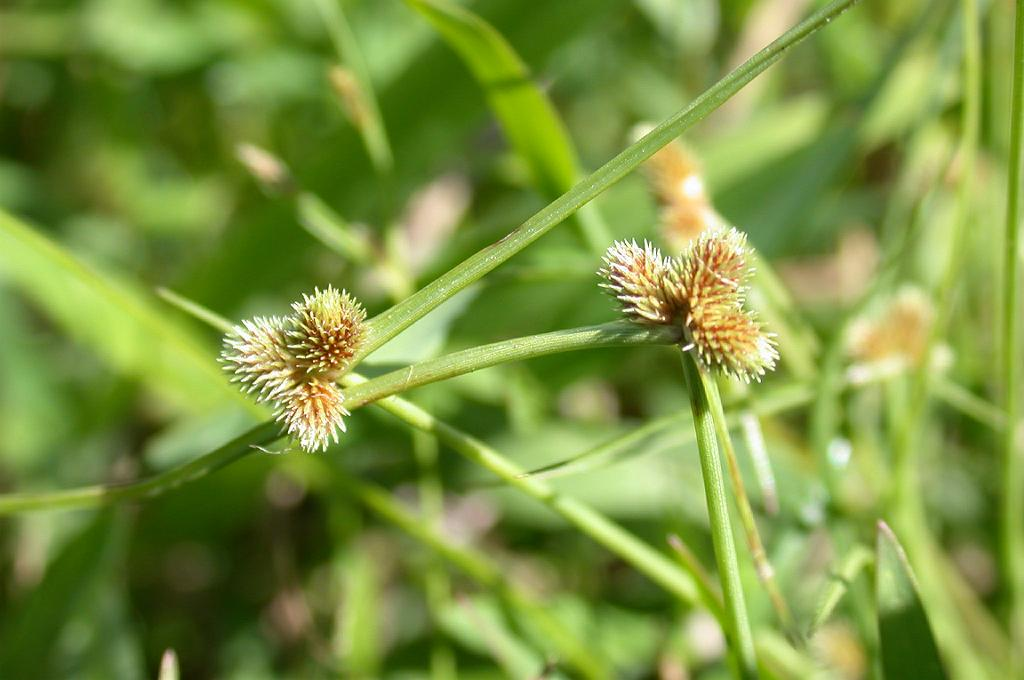